# 正法寺 (豊川市)
正法寺（しょうぼうじ）は、愛知県豊川市赤坂町西裏にある真宗大谷派の寺院である。山号は太子山。院号は上宮院。本尊は阿弥陀如来。

## 歴史
聖徳太子が三河地域を訪れた際、赤坂上宮という所に太子を祀る堂宇（太子堂）を建てたことが創立のきっかけであるとされる。
嵯峨天皇の時代（809年 – 823年）に、万巻上人が箱根神社再建の勅許を得るため上京したが、その帰途に病を得て太子堂にて療養し、弘仁7年（816年）10月2日に死去した。上人の弟子らは、太子堂を改築して上人を開基とした。
鎌倉時代初期には、源範頼の息子範円（はんえん）が太子堂に居住した。貞永元年（1232年）9月1日、浄土真宗の開祖親鸞が関東から帰京する際、聖徳太子像を拝むため太子堂を訪れた。このとき範円は親鸞に教化されて弟子となり、名を了信坊に、寺を太子山上宮院正法寺に改め、天台宗から浄土真宗に改宗した。
宝徳年間（1449年 - 1451年）に現在地に移転したが、明応年間（1492年 - 1500年）に本堂が焼失した。現在残っている本堂は、万延元年（1860年）に改築されたものである。
明治23年（1890年）4月3日、明治天皇が当寺の宝物（消息、関白草紙、木蘭地袈裟、網代団扇の4点）を天覧した。

## 文化財
以下の15点が、愛知県または豊川市の文化財として指定されている。
| 指定区分 | 名称               | 指定年月日                 | 備考                                                                                             |
| -------- | ------------------ | -------------------------- | ------------------------------------------------------------------------------------------------ |
| 愛知県   | 絹本著色釈迦如来像 | 1981年（昭和56年）11月20日 | 筆者不詳。鎌倉時代の作。                                                                         |
| 豊川市   | 十三仏唐画         | 1978年（昭和53年）3月31日  |                                                                                                  |
| 豊川市   | 十三仏古画像       | 1978年（昭和53年）3月31日  | 呉道子筆。室町時代の作。                                                                         |
| 豊川市   | 関白草紙           | 1978年（昭和53年）3月31日  | 筆者不詳。関白豊臣秀次の一代記を描いた草紙。                                                     |
| 豊川市   | 業平涅槃之図       | 1978年（昭和53年）3月31日  | 英一蝶筆。人間から天女、動物、鬼女に至るまで、世のあらゆる女性が在原業平の死去を悼む様子を描く。 |
| 豊川市   | 不動尊画像         | 1978年（昭和53年）3月31日  | 筆者不詳。鎌倉時代の作。                                                                         |
| 豊川市   | 観音立像           | 1978年（昭和53年）3月31日  |                                                                                                  |
| 豊川市   | 聖徳太子立像       | 1978年（昭和53年）3月31日  |                                                                                                  |
| 豊川市   | 網代団扇           | 1978年（昭和53年）3月31日  | 徳川家康が寄進した団扇。                                                                         |
| 豊川市   | 木蘭地袈裟         | 1978年（昭和53年）3月31日  |                                                                                                  |
| 豊川市   | 六字名号           | 1978年（昭和53年）3月31日  |                                                                                                  |
| 豊川市   | 六字名号           | 1978年（昭和53年）3月31日  |                                                                                                  |
| 豊川市   | 九字名号           | 1978年（昭和53年）3月31日  |                                                                                                  |
| 豊川市   | 正法寺のワビスケ   | 1980年（昭和55年）6月1日   |                                                                                                  |
| 豊川市   | 正法寺のイヌマキ   | 1980年（昭和55年）6月1日   |                                                                                                  |

## 交通
- 最寄駅：名鉄名古屋本線名電赤坂駅
名電赤坂駅より徒歩10分ほど。

## 周辺
- 音羽図書館
- 向称寺
- 龍泉院
- 旧東海道赤坂宿高札場跡
- 大橋屋
- 赤坂休憩所（よらまいかん）
- 浄泉寺
- 長福寺
- 関川神社
- 赤坂浅間神社
- 宮道天神社

## 註
1. ↑  三河国宝飯郡赤坂宿・赤坂陣屋、赤坂村、音羽町赤坂
2. ↑  『音羽町誌』、569-570頁。
3. 1 2  『音羽町誌』、570頁。
4. ↑  『音羽町誌』、571頁。
5. ↑  「豊川市内の指定・登録文化財一覧」（豊川市HP内）。